# Tatjana Sibileva
Tatjana Valerjevna Sibileva (Russisch:Татьяна Валерьевна Сибилева) (Tsjeljabinsk, 17 mei 1980) is een Russische snelwandelaarster. Ze heeft het inofficiële wereldrecord in handen op de 25.000 m snelwandelen, 30.000 m snelwandelen en 2 uur snelwandelen. Ze nam eenmaal deel aan de Olympische Spelen, maar won hierbij geen medailles.
In 2003 was ze winnares van het 20 km snelwandelen bij de Universiade in Daegu, in 2005 won ze bij de Universiade in het Turkse İzmir een bronzen medaille. Op de WK 2007 in Osaka eindigde ze als 9e.
Tijdens een wedstrijd over 30.000 meter snelwandelen in Izjevsk op 26 september 2004 liep Sibileva de snelste tijden ooit op het 25.000 meter (als tussentijd) en 30.000 meter snelwandelen. Omdat haar tijd op 25.000 meter onder de 2 uur lag, geldt ze tevens als recordhouder op het 2 uur snelwandelen.

## Persoonlijke records
| Onderdeel                 | Prestatie       | Datum             | Plaats  |
| ------------------------- | --------------- | ----------------- | ------- |
| 10.000 m snelwandelen     | 45.09,3         | 6 februari 2005   | Ankara  |
| 10 km snelwandelen        | 44.22           | 1 maart 2003      | Adler   |
| 20.000 meter snelwandelen | 1:32.15,1       | 25 september 2004 | Izjevsk |
| 20 km snelwandelen        | 1:26.16         | 23 februari 2008  | Adler   |
| 25.000 m snelwandelen     | 1:57.38,0 (WBP) | 26 september 2004 | Izjevsk |
| 30.000 m snelwandelen     | 2:24.56,0 (WBP) | 26 september 2004 | Izjevsk |

## Palmares

### 20 km snelwandelen
- 2003:  Universiade - 1:34.55
- 2005:  Universiade - 1:34.16
- 2007: 9e WK - 1:33.29
- 2008:  Wereldbeker - 1:26.29
- 2008: 11e OS - 1:28.28